# Игошев, Владимир Александрович
Владимир Александрович Игошев (28 октября 1921, Аскино, Уфимская губерния — 8 января 2007, Москва) — советский, российский художник-живописец, график, педагог. Народный художник СССР (1991).

## Биография
Родился 28 октября 1921 года на Игошевском хуторе у села Аскино (ныне Аскинский район, Башкортостан).
В 1940 году окончил Уфимское театрально-художественное училище (педагоги И. И. Урядов, А. Э. Тюлькин).
Участник войны. В 1940—1943 годах воевал на Северо-Западном, Донском и Сталинградском фронтах. В ноябре 1942 года был тяжело ранен при штурме высоты 56,8. Почти весь 1943 год провёл в госпитале.
В 1944—1950 годах учился в Московском художественном институте им. В. И. Сурикова (педагоги Г. Г. Ряжский, Д. К. Мочальский, В. В. Почиталов).
В 1950 году, после окончания института, уехал на Урал, в Свердловск, где продолжил педагогическую и творческую работу.
С 1951 года преподавал в Уральском политехническом институте им. С. М. Кирова.
С 1968 года жил в Москве. В 1968—1980 годах преподавл в Московском архитектурном институте и в Московском педагогическом институте им. В. И. Ленина. Профессор (1965).
Посещая с 1950-х годов Ханты-Мансийский автономный округ, много рисовал окружающую природу, особенно Берёзовский край (Няксимволь и Саранпауль). На Севере созданы картины «В родное стойбище», «На каникулах», «Старая манси», «Размечталась», «Озорница», «В праздничный день».
В 1950—1990 годах предпринимал поездки в КНДР, Китай, Египет, Сирию, Ливан, Монголию, Индию, Пакистан, Вьетнам, Голландию, Бельгию, Западную Германию, Францию. Результатом поездок была выставка картин «По зарубежным странам».
Член Союза художников СССР.
Скончался 8 января 2007 года в Москве. Похоронен на Ваганьковском кладбище. участок 9, рядом  супруга Игошева Евстолия Андреевна (1925 — 1993)
Картины художника хранятся в музеях и частных собраниях Австрии, Великобритании, Аргентины, Бельгии, Венгрии, Германии и др.
Более 250 его работ находятся в музеях и галереях на территории бывшего СССР. Девять картин хранятся в Государственной Третьяковской галерее, одиннадцать — в Государственном Русском музее.

## Выставки
Первая выставка работ художника состоялась в 1943 году в Уфе — около шестидесяти фронтовых рисунков.
Персональные выставки: Москва, Ленинград (Русский музей), Звёздный городок, Уфа, Тюмень, Пермь, Кострома, Горький, Свердловск, Черновцы, Тобольск, Чебоксары, Златоуст, Альметьевск, Ханты-Мансийск, Токио, Будапешт, Прага, Братислава, Гаага.

## Основные работы
Портреты Х. Ш. Заимова (1948), М. Г. Гареева (1949), картины «У колодца», «Защитникам Родины» (обе — 1950), около 60 работ, посвящённых Великой Отечественной войне.
Картины «Девочка с красным шарфиком»(1989), «Инфанта» (1997), «Воспоминание о Суеват-Пауле» (1990—1991), «Озорница» .

## Награды и звания
- Заслуженный художник РСФСР (1961)
- Народный художник РСФСР (1965)
- Народный художник СССР (1991)
- Государственная премия РСФСР имени И. Е. Репина (1982) — за серию портретов «Люди таёжного края»: «Старая манси», «Портрет оленевода Ф. Н. Тихонова», «Песенка северяночки», «Молодой охотник», «Девочка из таёжного посёлка», «Старый охотник»
- Орден Отечественной войны I степени (1985)
- Медаль «За отвагу» (1942; был представлен к ордену Красной Звезды)
- Медаль «За оборону Сталинграда» (1943)
- Медаль «За победу над Германией в Великой Отечественной войне 1941-1945 гг.»
- Серебряная медаль РАХ — за работы «Портрет Сирка Шрёдера», «Мать», «Девушка с тутчангом», «Дедушкин бубен».

## Память
В Ханты-Мансийске в 2001 году открыт дом-музей Владимира Игошева, где хранятся около сотни его работ, относящихся к северному циклу.